# Pays des Bastides du Rouergue
 (juin 2025).
Motif : Un Pays d'art et d'histoire n'est pas automatiquement admissible.
- Archive Wikiwix
- Bing
- Cairn
- DuckDuckGo
- E. Universalis
- Gallica
- Google
- G. Books
- G. News
- G. Scholar
- Persée
- Qwant
- (zh) Baidu
- (ru) Yandex
- (wd) trouver des œuvres sur Wikidata

| 1. | Préciser le motif de la pose du bandeau. | Précisez le motif de la pose du bandeau en utilisant la syntaxe suivante : {{admissibilité à vérifier\|date=juin 2025\|motif=remplacez ce texte par le motif}}                                     |
| 2. | Informer les utilisateurs concernés.     | Pensez à avertir le créateur de l'article, par exemple, en insérant le code ci-dessous sur sa page de discussion : {{subst:avertissement admissibilité à vérifier\|Pays des Bastides du Rouergue}} |

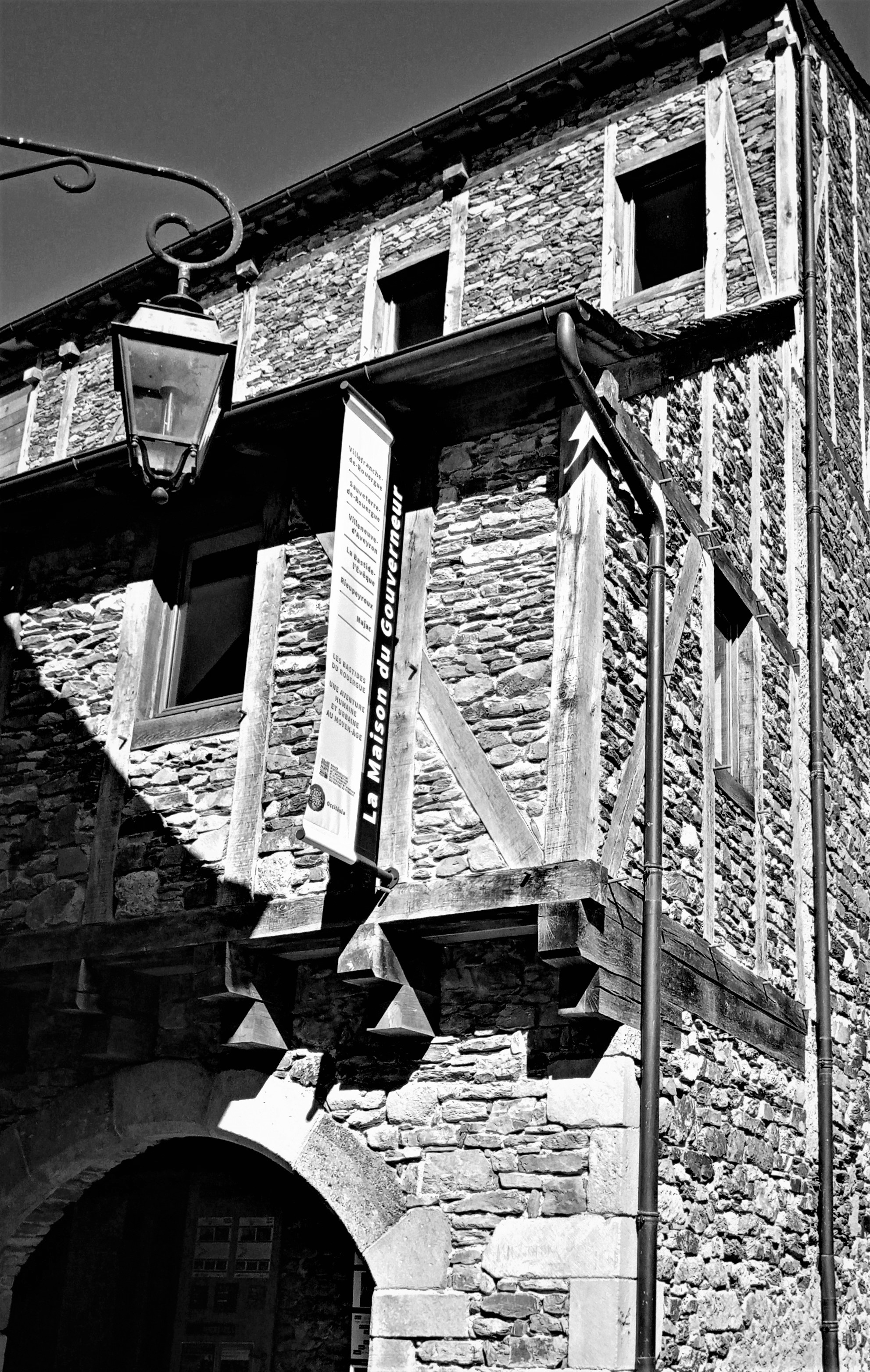
Maison du Gouverneur à Najac.

Le Pays des Bastides du Rouergue est un Pays d'art et d'histoire dans le département de l'Aveyron.
Créé en 1992, il regroupe les communes de :
- Villefranche-de-Rouergue
- Najac
- Le Bas Ségala (La Bastide-l'Évêque, Vabre-Tizac, Saint-Salvadou)
- Villeneuve-d'Aveyron
- Rieupeyroux
- Sauveterre-de-Rouergue